# Basilique Sainte-Marie-et-Saint-Donat
La basilique Sainte-Marie-et-Saint-Donat (en italien : Santi Maria e Donato) est une église catholique à Murano, île de la lagune de Venise, en Italie. Elle est dédiée à la Vierge et à saint Donat d'Évria.
La fondation de cette église très ancienne remonte au VIIe siècle. La Vierge Marie, à laquelle l'église était uniquement consacrée à l'origine, fut associée au XIIe siècle à saint Donat, lorsque l'édifice accueillit la dépouille du saint en provenance de Céphalonie. Ses restes étaient accompagnés de ceux du dragon dont il aurait triomphé selon sa légende. Les prétendus ossements du monstre (probablement des côtes de cétacé) sont encore visibles derrière l'autel, depuis la chapelle latérale gauche du chœur.
L'église est un chef-d'œuvre de l'art vénéto-byzantin, connue pour trois choses : son chevet magnifique, la mosaïque de son abside en cul-de-four représentant la Vierge Orante (XIIe siècle), et surtout son exceptionnel pavement de mosaïques qui rappelle celui de la basilique Saint-Marc de Venise (du XIIe au  XVe siècle).
Ce pavement particulièrement riche en figures géométriques non figuratives, mais aussi - fait beaucoup plus rare - en représentations figuratives animalières, recèle en particulier une scène incarnant la victoire de la vigilance sur l'astuce, et représentée par deux coqs transportant un renard capturé suspendu à un rondin de bois posé sur leur épaule.

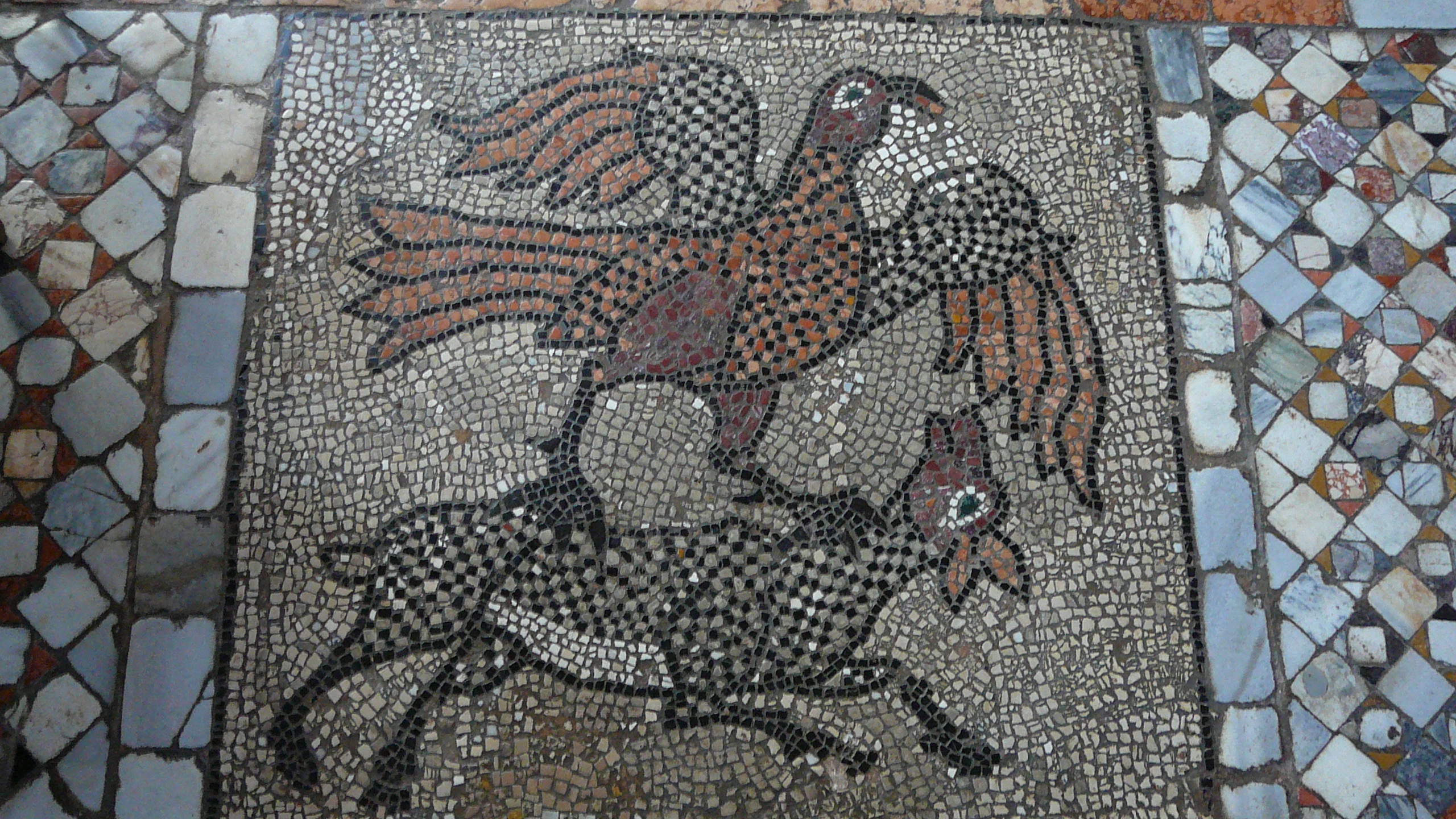
Église Sainte-Marie et Saint-Donat - Mosaïques du pavement.
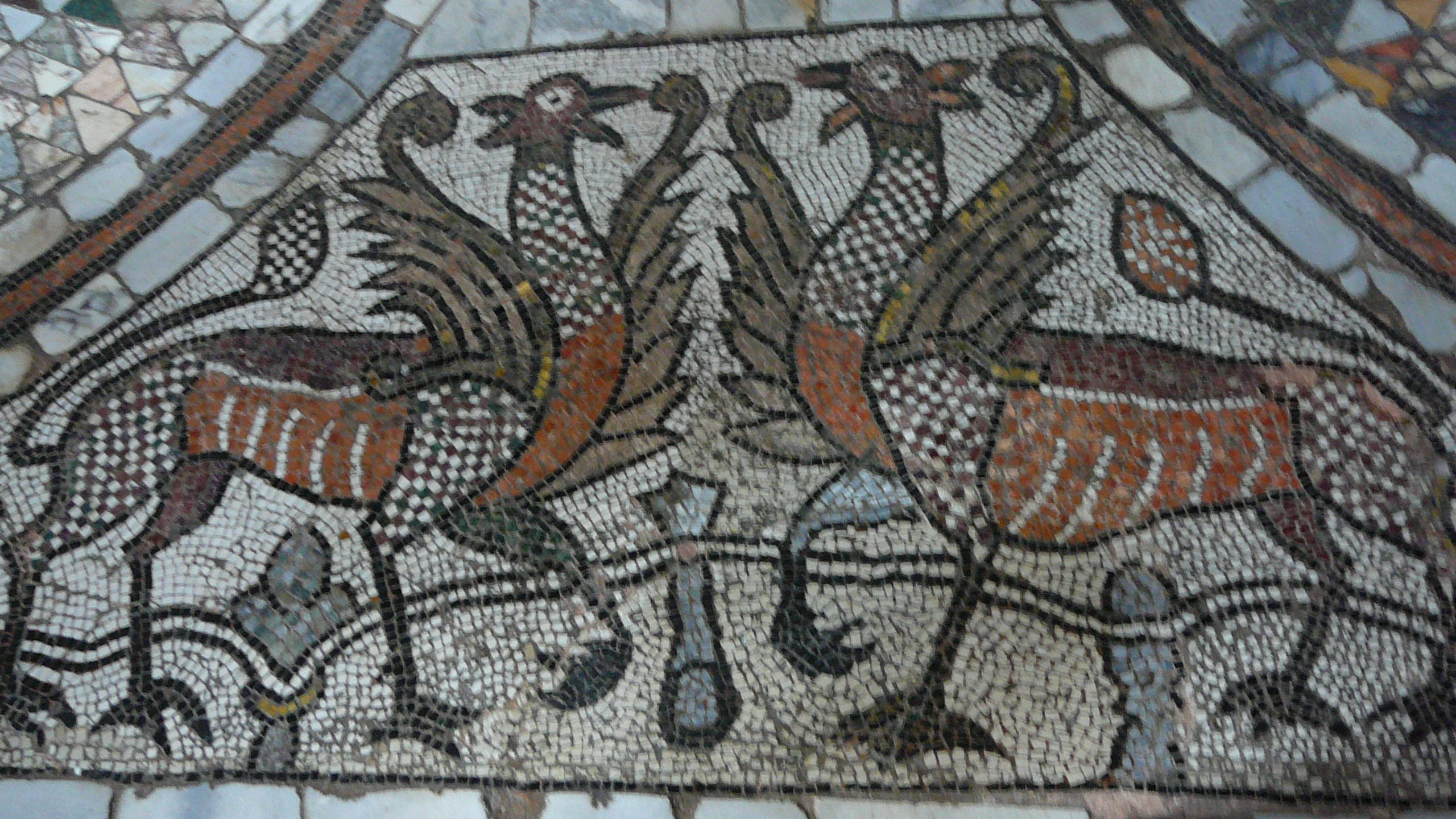
Église Sainte-Marie et Saint-Donat - Pavement - Les griffons.
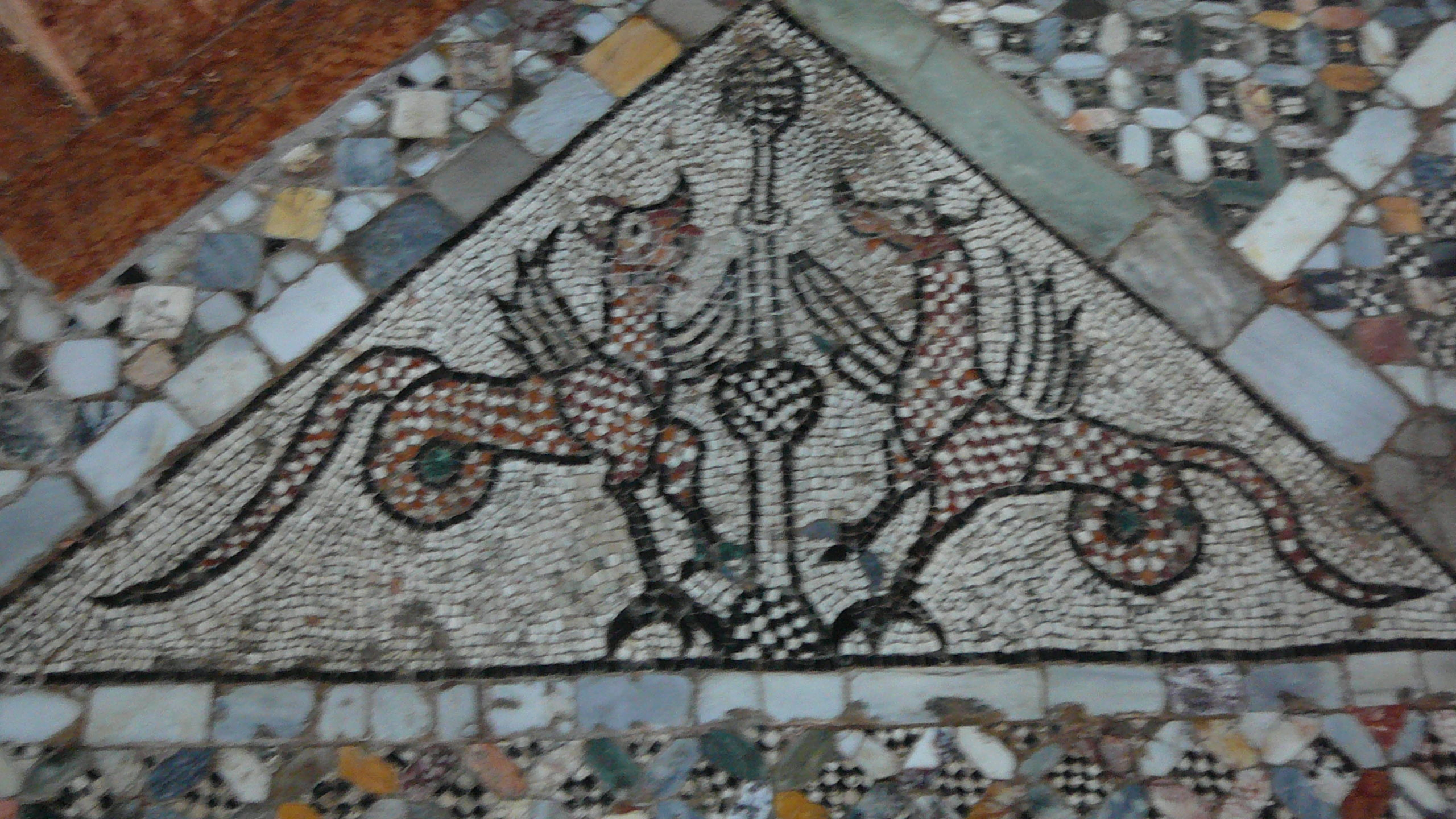
Église Sainte-Marie et Saint-Donat - Pavement - Les griffons aquatiques.
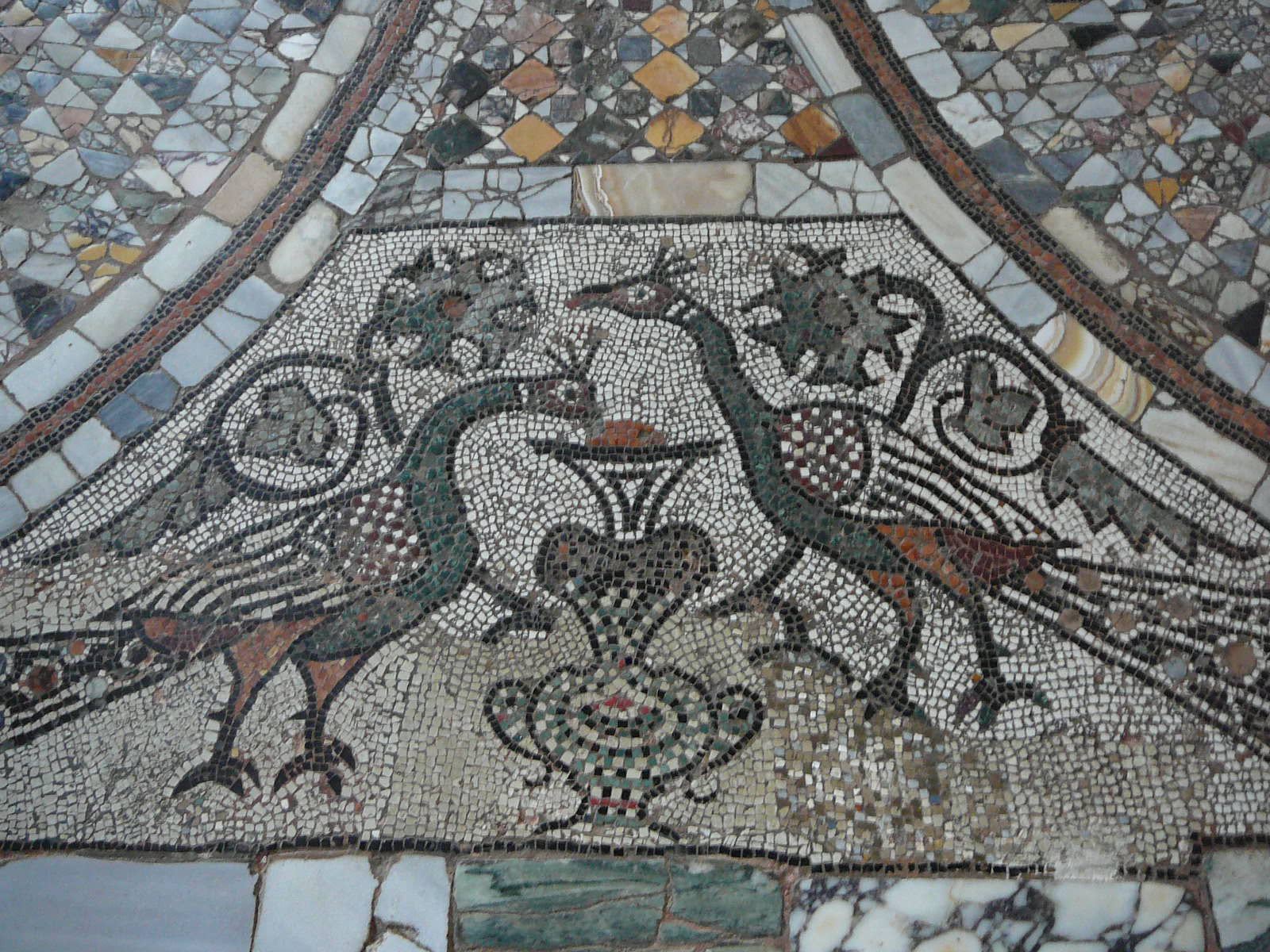
Église Sainte-Marie et Saint-Donat - Pavement - Les paons symbole d'immortalité.
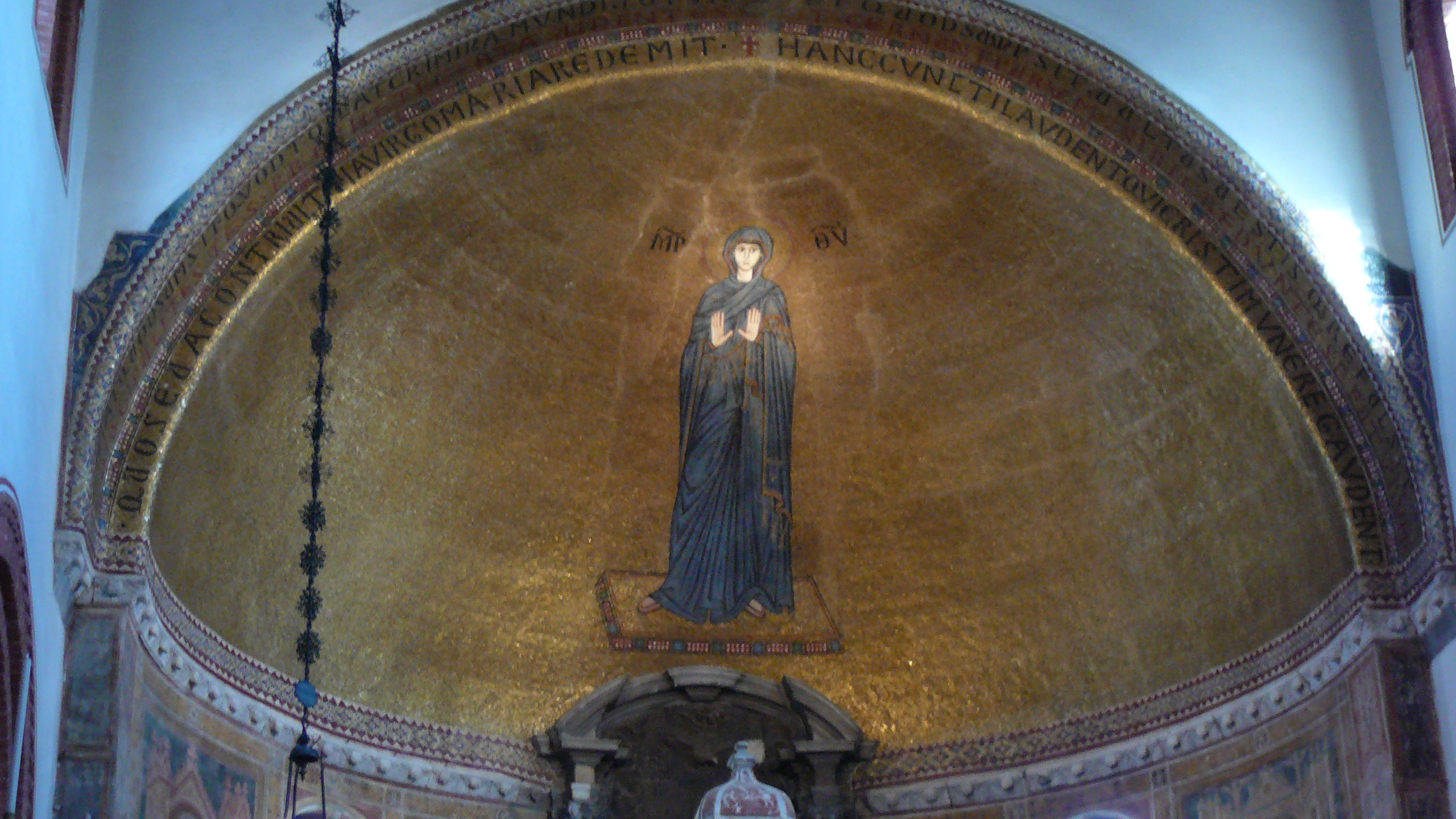
Église Sainte-Marie et Saint-Donat - La Vierge Orante.
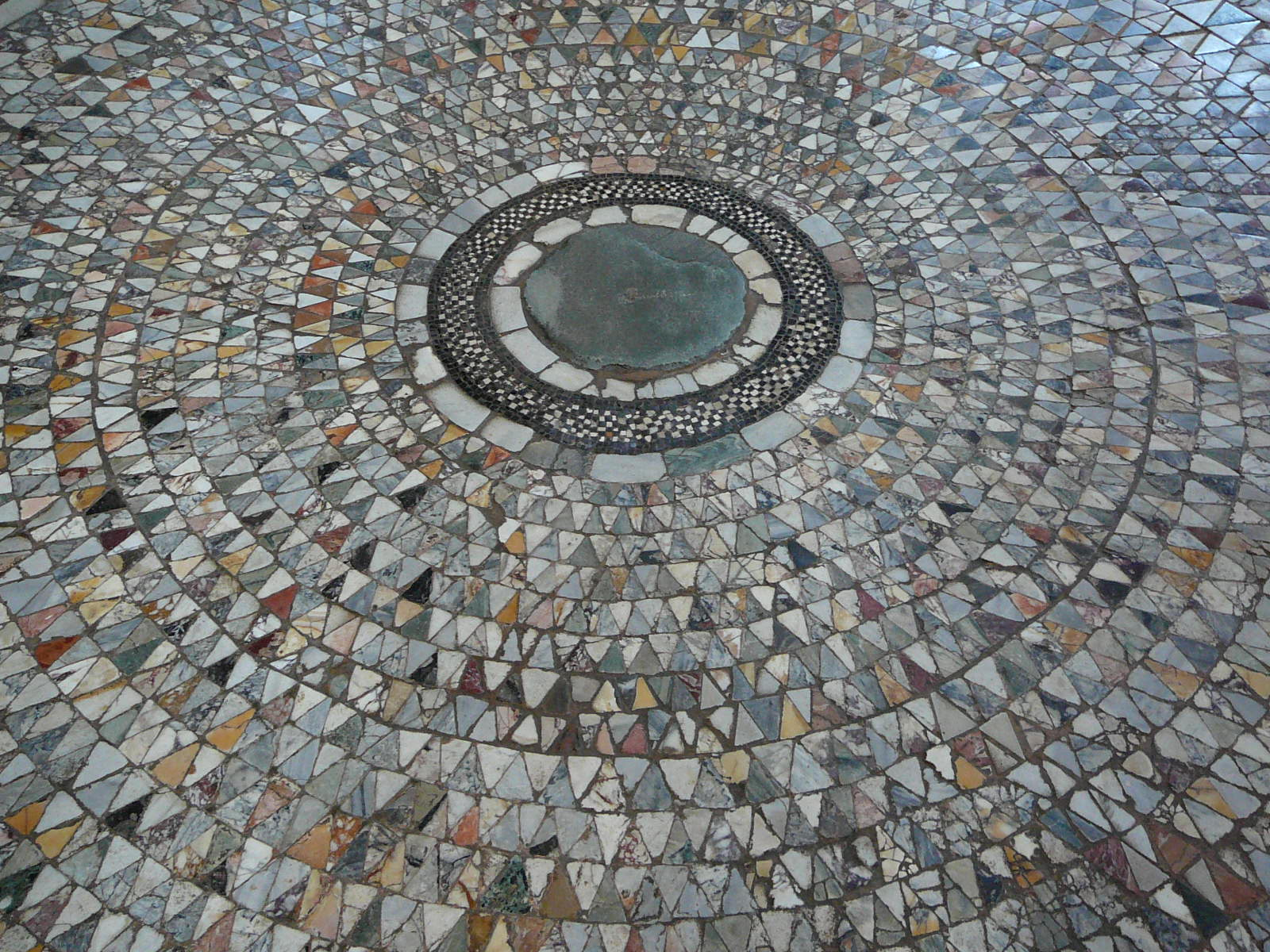
Église Sainte-Marie et Saint-Donat - Pavement circulaire.
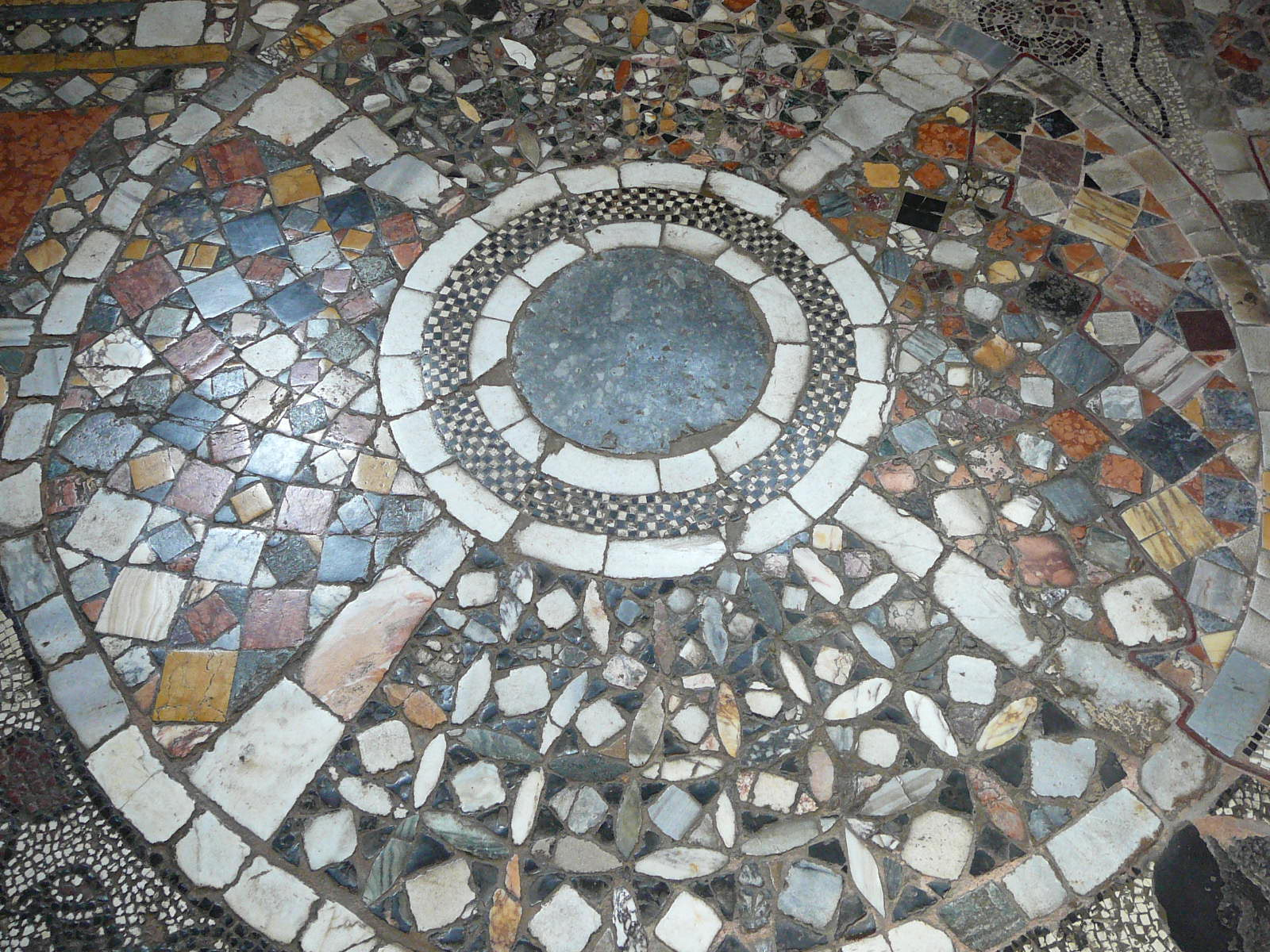
Église Sainte-Marie et Saint-Donat - Pavement non figuratif.
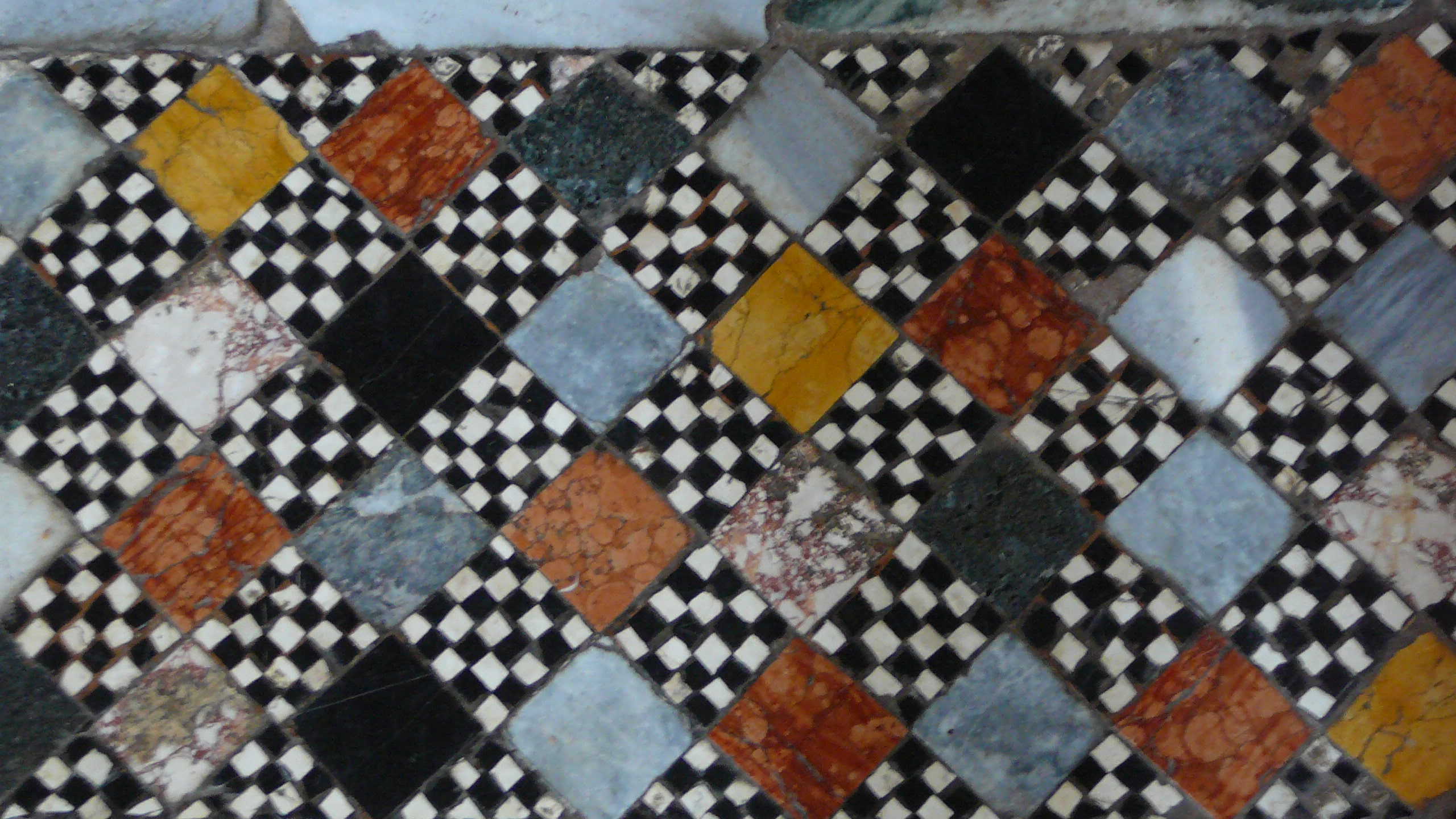
Église Sainte-Marie et Saint-Donat - Pavement en damier.
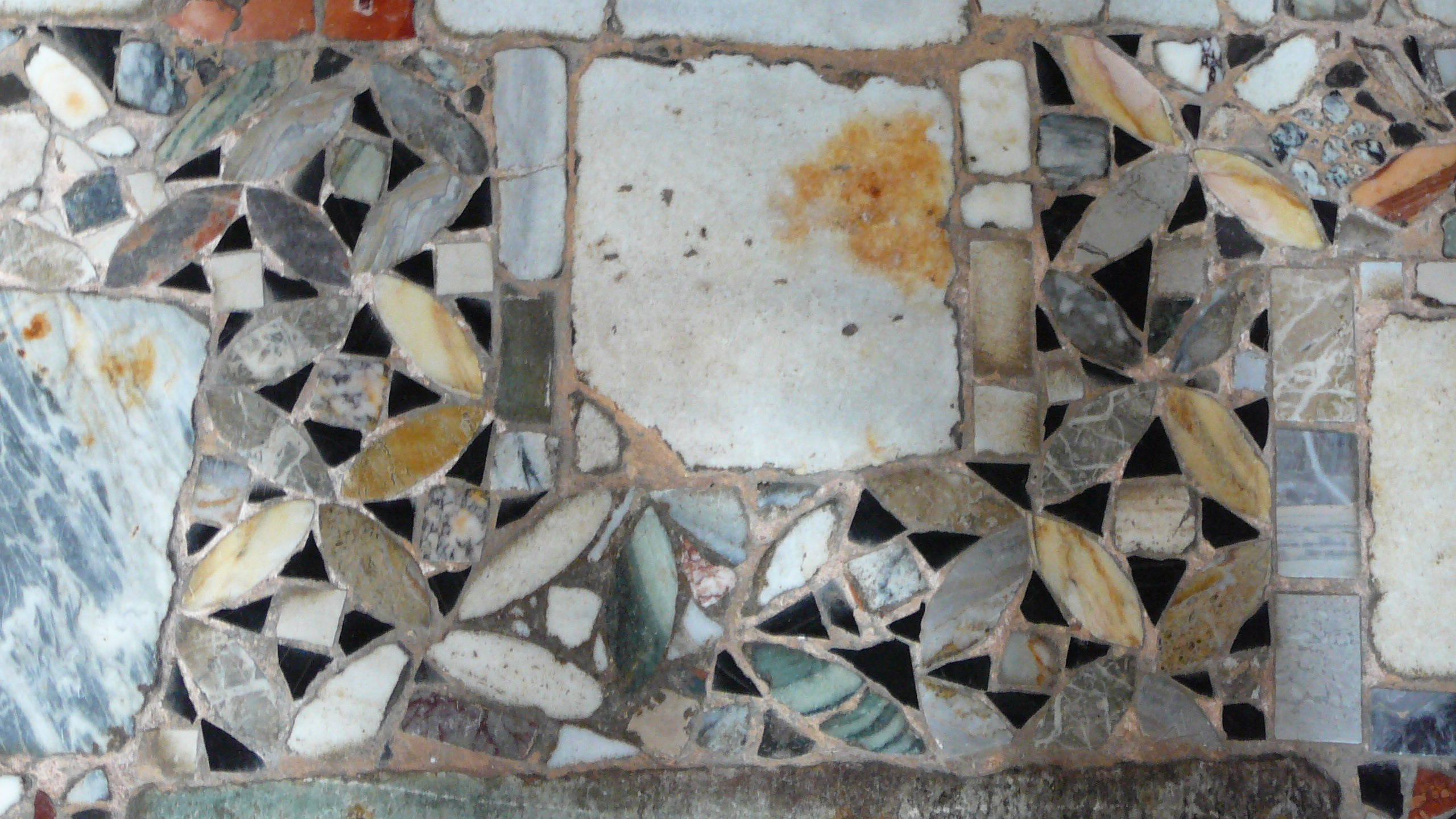
Église Sainte-Marie et Saint-Donat - Détail du travail des pavements.